# 쓰지 마사노부
쓰지 마사노부(일본어: 辻 政信, 1902년 10월 11일 ~ 1968년?)는 일본의 육군군인, 정치인이다. 제2차 세계대전 당시에 활약했으며, 종전 후에는 대좌(대령)으로 예편하여 정치계로 입문하였고, 베트남 전쟁 와중에서 라오스를 방문했다가 실종되었다.
말레이 작전에서 기자들에게 여러 가지 작전을 유창하게 설명하면서 자칭, 혹은 타칭으로 "작전의 신"(作戦の神様)으로 알려졌다. 그 외에도 일본 육군사관학교 사건, 할힌골 전투, 숙칭 대학살, 바탄 죽음의 행진, 코코다 트랙 전투, 과달카날 전역에서의 과장된 언론플레이로 유명하며, 2차대전이 종전한 후에도 일본 미군정은 쓰지를 ‘제3차 세계 대전을 일으킬 남자’(第三次世界大戦さえ起こしかねない男)라고 평가하고 위험시했다.
태평양 전쟁이 발발하자, 필리핀, 말레이시아, 버마, 과달카날 전투에 각각 참모장교로 파견되었으나, 자주 지휘권을 간섭하여 특히 과달카날에서는 파국적인 결과를 초래하였다. 근대적인 물량전을 이해하지 못하는 당시 일본육군 장교의 상징이다. 또한 포로 집단처형, 식인 등 일본군의 각종 잔혹행위를 명령하기도 했으나, 처벌은커녕 전범으로 기소되지도 않았다.
참의원 재임 중인 1961년 4월에 동남아시아 시찰을 위해 출국, 라오스에 건너갔다가 흔적없이 실종되었다. 그 뒤 1968년 7월 20일에 사망선고가 내려졌다. 이 실종 사건에 대해서는 각종 의견이 분분했으나 확실한 것은 하나도 없다.

## 어린 시절 및 생도 시절
이시카와현 에누마군 히가시타테오쿠촌(현재의 가가시 야마나카 온천)에서 4형제의 셋째로 태어났다. 아버지 기키치(亀吉)는 숯을 구워서 생계를 이어나갔고, 마을에서는 나름대로 유복한 가정이었다. 야마나카 중학교에서 고학을 한 끝에 1918년, 나고야 육군 유년학교에 보결로 입학해 수석으로 졸업했다. 그 뒤에 육군 중앙유년학교에 입학해 니시 다케이치의 동기가 되었다. 유년기를 거쳐 육군사관학교에 36기로 입학해 예비과정 2년을 마치고 사관후보생으로서 가나자와에 주둔한 보병 제7연대에 6개월 동안 배속되었다. 그 뒤에 본 과정에 들어간 1924년(다이쇼 13년) 7월에 육사를 졸업했다. 유년학교와 마찬가지로 사관학교도 수석으로 졸업한 쓰지는 천황이 하사한 은시계를 배령받았다. 견습 사관으로서 다시 보병 제7연대에 배속되었고, 3개월 후에 보병소위로 임관했다. 1927년에 중위를 달았고, 그 다음 해에 육군대학교에 43기로 입학해 3년간의 학업을 끝내고 1931년 11월에 졸업했다. 졸업시 성적은 수석 아마노 마사카즈, 차석 시마무라 노리야스에 이어 3등이었고, 이번에는 천황이 하사한 군도를 배령받았다. 이때 육대 동기 중에 제2황자 지치부노미야도 있었다.
쓰지가 가나자와의 제7연대로 돌아오고 얼마 뒤, 중화민국의 상하이에서 제1차 상하이 사변이 발생했다. 제9사단도 동원되어, 쓰지는 제7연대 2중대장으로 상하이로 출정했다가 부상을 당한다. 다음해 5월에 상하이 정전 협정이 맺어지고 부대가 일본으로 돌아온 후, 해행사에서 사단을 대표해서 연설했고, 신문 상에도 그 이름이 알려졌다. 같은 해 9월에는 참모본부 제1과에 배속되었다.

## 참모본부 시절
참모본부 제1과는 군의 편성 및 동원을 담당했는데, 당시 과장은 도조 히데키(東條英機) 대좌였다. 쓰지는 다음해 8월에 대위로 승진하고 12월에 제1부 제3과로 전적한다. 1934년 9월이 되자 사관학교 간사(부교장 상당)가 되었던 도조의 권유를 받고 쓰지는 본과 생도대 중대장에 임명되었다. 이 인사는 잘 나가는 보직이었던 모스크바 주재무관직을 포기하고 맡은 것이었으며, 또 육군대학을 졸업한 엘리트 장교가 생도대 중대장을 맡았다는 것은 전례가 없는 일이었다. 그런데도 구태여 쓰지가 이 인사를 원했던 것은, 당시 육사 본과에 입학할 예정이었던 미카사노미야 다카히토 친왕에게 접근할 목적으로 그랬던 것으로 보인다. 실제로 미카사노미야 친왕은 쓰지가 중대장을 맡고 있던 제1중대에 배속되었다.

### 육군사관학교 사건
당시 육사는 1932년에 발생한 5·15 사건의 영향으로 군부에 의한 국가 혁신을 목표로 한 우익 사상이 팽배하고 있었다. 그 리더격이었던 제2중대의 다케후지 요이치(武藤与一) 후보생은 황도파에 속한 육군대학의 무라나카 다카지(村中孝次) 대위나 이소베 아사이치(磯部浅一)일등주계관과 접촉하면서, 육사 제1중대의 사토 쇼카쓰(佐藤勝朗) 후보생에게도 관련 이야기를 했다. 사토에게 보고를 받은 쓰지는 그를 황도파에 스파이로 심을 생각을 하고, 무라나카 대위와의 접촉을 명령했다. 잠시 후에 무라나카 대위에게서 청년장교와 사관학교 생도에 의한 쿠데타 계획을 입수하게 되고, 이 정보를 알아낸 쓰지는 참모본부의 가타쿠라 다다시(片倉衷) 소좌 및 현병사령부의 쓰카모토 마코토(塚本誠) 대위에게 통보했다. 그리고 쓰지는 한밤중에 육사 구내의 해자를 월장, 육군차관 하시모토 도라노스케(橋本虎之助) 중장의 관사로 향해 용의자의 적발을 강하게 주장했다.
황도파와 대립하고 있던 통제파의 중심인물 나가타 데쓰잔(永田鉄山) 육군성 군무국장의 지시에 의해 헌병대는 무라나카 대위, 이소베 일등주계관, 가타오카 다로(片岡太郎) 중위 등을 체포하고, 사토, 다케후지 후보생 등도 군법회의에 회부되었다. 쓰지가 스파이로 이용했던 사토를 포함해 육사 생도 5명이 퇴학 처분을 당하고, 청년장교들은 불기소, 정직 처분되었다. 이후의 헌병대 조사에서, 무라나카 등의 쿠데타 계획은 조잡하고 애매해서 현실성이 부족했던 것이 드러났다. 이런 처분에 불만을 가진 무라나카와 소이베 등은 나중에 〈숙군에 관한 의견서〉(粛軍に関する意見書)를 공표했다가 면직당하고, 이로 인해 통제파와 황도파의 대립은 격화한다. 이 사관학교 사건은 마사키 진자부로(真崎甚三郎) 대장의 교육총감 파면, 아이자와 사건, 2·26 사건으로 황도파가 행동을 격화시켜가는 과정에 있는 중요한 사건이다.

## 관동군 시절
2·26 사건 이후인 1936년 4월에 쓰지는 가타쿠라 소좌의 주선으로 관동군 참모부로 전출되었다. 병참을 담당하는 제3과에 배속되어 만주사변의 경과와 전술을 상세하게 분석하였다. 만주국 협화회의 기본이념을 지닌 채로 상경, 당시 참모본부에서 전쟁지도과장을 맡고 있던 이시와라 간지(石原莞爾)와 면회했고, 만주와 몽골에 대한 이념을 이시와라에게 주입받았다. 이시와라와의 만남 이후, 쓰지는 평생에 걸쳐 이시와라를 ‘도사님’(導師)이라고 부르며 극도로 존경했다. 1937년 5월에는 만주 사변 후에 펑톈(奉天) 교외의 절에 안치된 채 조상(弔喪)도 받지 못하고 있던 장쭤린의 장례를 협화회 명의로 거행했다.
같은 해 7월 7일에 발생한 할힌골 전투(일명 노몬한 사건)을 계기로 중화민국 국군과 지나 주둔군의 사이에 전투가 발생하자, 쓰지는 관동군의 도조 참모장과 가타쿠라 고급참모 등에게 동조하여 전선 확대를 주장했다. 이때 작전주임 이케다 스미히사(池田純久) 중좌에게 쓰지 자신이 몸소 폭격기에 탑승하여 중국군에게 폭격을 하고 오겠다고 자청했다가, 이 독단 전행에 놀란 이케다가 "그런 짓을 하면 전투기로 네 비행기를 쏘아 떨어뜨리겠다."고 위협하여 단념했다.
7월 말에는 지나 주둔군으로의 전출을 자청, 8월에 새로 편성된 북지나 방면군 제1과의 참모가 되었지만, 여기서 고급참모를 맡고 있던 시모야마 다쿠마(下山琢磨) 대좌가 일전에 쓰지와 트러블을 일으켰던 인물인지라 제5사단으로 일시적으로 전출되었다가 관동군 작전참모로 영전했다. 난징에서 참모로 일한 쓰지는 군의 기강을 바로잡겠다며 상하를 불문하고 군 규정을 위반했거나 군 기강을 흐리는 군인들을 색출해 처벌하였기에, 일개 병사와 일본인 거류민들에게 "현대판 미토 고몬’(今様 水戸黄門)이라고 불렸다. 또한 왕징웨이 정권에 대한 비밀 공작을 실행했다.

### 할힌골 전투
1939년 4월에 관동군 사령관의 이름으로 〈만주-소비에트 간 국경 분쟁 처리 요강〉(満ソ国境紛争処理要綱)이 포고되었다. 이것은 작전참모였던 쓰지가 계획한 것으로, 당시 국경선이 명확히 결정되어있지 않은 지점에는 “현지 사령관의 자주적인 국경선을 인정시킬 것”, 그리고 "양 군대 사이에 충돌이 발생했을 경우 병력의 많고 적음에 관계없이 필승을 기약하고 싸울 것" 등이 쓰여 있었다.
같은 해 5월 11일, 몽골 인민 공화국과 만주국이 모두 영유권을 주장하고 있던 할하강 동안에서 몽골군과 만주국 경비대 사이에 소규모 충돌이 발생했다. 하이라얼에 주둔하고 있던 제23사단은 위의 ‘요강’에 따라 부대를 증파, 충돌이 확대되었다. 몽골을 위성국으로 두고 있던 소비에트 연방에서도 게오르기 주코프(Георгий Жуков) 중장을 제57군단장에 임명해 분쟁 지역에 파견했다. 관동군 사령부에서는 분쟁의 확대를 결정, 몽골의 톰스크 항공 기지를 폭격하기로 계획했다. 이것을 알아챈 도쿄의 참모본부는 전보를 보내 계획 중지 명령을 내렸지만, 쓰지가 이 전보를 묵살하는 바람에 관동군 측에서는 작전을 속행하겠다는 답신을 도쿄로 보냈다. 이 전보의 결재서에는 과장, 참모장 및 군사령관의 결재란에 쓰지의 도장이 찍혀 있어, 쓰지가 독단으로 대리 서명을 했다는 것을 알 수 있다. 당시 일본군 규정에 따르면 참모장과 사령관의 경우 대리결재는 불가능하였으며, 쓰지의 단독 행동은 명백한 육군형법 제37조의 ‘독단 및 월권’(擅権)죄에 해당하는 중범죄였다.
야스히코 요시카즈(安彦良和)의 장편 만화 《무지갯빛 트로츠키》(虹色のトロツキー)에서는 할힌골 전투를 계기로 쓰지가 일본과 소련 간의 전면전쟁을 꾀했으며, 이 일이 있기 전에 쓰지가 스승으로 떠받든 이시와라 간지와 쓰지가 대소 전쟁 계획에 대해 여러 가지 음모를 꾸미고 있던 것이 묘사되어 있다.
분쟁은 주코프의 공세를 계기로 소련군에 유리하게 돌아갔고, 8월 31일에 일본군이 분쟁 지역에서 후퇴하면서, 9월 16일에 일본과 소련 간의 정전협정이 체결되었다. 할힌골 전투의 화평 교섭은 1939년 12월 7일부터 같은 달 25일까지 소련령 치타(Чита)에서, 이어 다음해인 1940년 1월 7일부터 같은 달 30일까지는 하루빈(Харби́н)에서 진행되었다. 1월 30일에는 모든 교섭이 종료되어 양국 대표의 서명을 앞두고 있었으나, 소련 대표는 합의를 번복하고 1월 30일에 귀국해 버렸다. 이 건에 대해, 쓰지가 백군의 잔당들을 사주하여 소련 대표와 몽골 대표를 암살하려고 했던 것이 원인이라는 증언이 존재한다. 소련 측이 귀국하면서 협상을 파기하자 당시 만주국 대표의 보좌관으로 따라갔던 기타가와 시로(北川四郎)는 “러시아 놈들은 절대 신용할 수 없다.”면서 분개했다. 하지만 1978년(쇼와 53년)에 기타가와는 가메야마(亀山)에게 들은 이야기라면서, 이 사건은 쓰지 마사노부가 러시아인들이 중재안에 서명을 하면 죽여 버리겠다며 위협을 했기 때문에 일어난 것이라고 증언했다. 쓰지의 월권, 독단은 여기에 끝나지 않았다. 그는 이오키 야도(井置や同) 중좌·사카이 미키오(酒井美喜雄) 중좌 등 할힌골 전투에서 분전하였던 장교들에게도 할복 자살을 강요하였고, 포로 교환으로 송환된 장교들에게도 자살을 강요했다.
관동군 작전과를 전담했던 쓰지와 주임참모 핫토리 다쿠시로(服部卓四郎) 중좌는 할힌골 전투 패전 책임을 지고 일단 보병학교부 및 교육총감부로 좌천당했지만, 1940년(쇼와 15년) 10월에 참모본부로 돌아온 쓰지는 작전반장으로 임명되었으며, 다음해에는 작전과장으로 승진했다. 독소전쟁이 개전한 다음해 1941년(쇼와 16년) 6월 24일부로 참모본부 부원으로 돌아가 다시 출세했다.

## 태평양 전쟁
쓰지가 과장을 지내고 있던 타이완 제82부대 제2과는 개전 전에 〈이것만 읽으면 전쟁에 이길 수 있다〉(これだけ読めば戦は勝てる, 1941년)라는 괴문서를 작성한다. 이 소책자는 후에 대본영이 각 방면으로 배포했다. 이 소책자는 남방 전투의 구체적인 노하우를 기록한 것으로, 초기 전투에서는 그럭저럭 유효하게 기능했다. 그러나 “장교는 서양인이지만 부사관은 대부분 원주민이기 때문에 군대 상하의 정신적 결속이 완전 0점이다.”라거나, “우리가 이긴다. 비행기나 전차나 자동차나 대포 등은 중국군보다 미군이 훨씬 더 많으므로 주의해야 하지만 구식인 것이 많으며, 그들의 대다수는 무기의 사용 경험이 일천한 신병들이다. 그러니 그들이 가장 두려워하는 것은 바로 (우리의) 야습이다.” 따위의, 미군을 과소평가하는 대목들이 군데군데 존재했다.
할힌골 전투 당시에는 북진론자였던 쓰지는 이 시기에는 남진론자로 표변했다. 다타미야 에이타로(田々宮英太郎)에 의하면, 1941년 가을에 쓰지는 미일 양국 수뇌부의 직접 회담을 통해 전쟁을 막기 위해 노력했던 고노에 후미마로 수상을 폭탄으로 살해할 것을 계획했으나, 직접 회담이 시행되지 않고 고노에 내각도 퇴진했기 때문에 계획은 실행되지 않았다. 이 시기에 쓰지는 이시와라와 적대 관계에 있던 수상 도조 히데키에게 접근하고 있었다.

### 말레이 전역
이때의 참모본부 작전부장은 다나카 신이치(田中新一)가, 작전과장은 핫토리 다쿠시로가 맡고 있었는데, 쓰지는 그 밑에서 병참반장으로 임명되었다. 핫토리의 전임 작전과장 도이 아키오(土居明夫) 대위는 쓰지의 복귀를 요청하던 당시 장전반장 핫토리와 대립한 끝에 좌천되었다.
태평양 전쟁 개전 후에는 말레이 전역에서 제5사단의 선두에 서 직접 작전을 지도하여 적군 전차를 탈취, 적군 진지에 돌입하는 기행을 보였다. 작전 참모로서의 임무를 포기하고 일선에서 명령 계통을 무시하는 지휘를 하는 것을 본 제25군 사령관 야마시타 도모유키는 쓰지의 성격을 바로 알아차렸고, 말레이 전역 중의 일기에서 “쓰지는 예상한 바와 같이 고집이 세고 잔재주에 능했다. 이 자는 이른바 '넉가래' 같은 자로, 국가의 큰일을 도모하기에는 부족한 소인배이기에 사용할 때 주의해야 할 자이다." 라고 혹평하였다.
또한 이치카와 지대 1천 명을 태국군으로 변장시켜 싱가포르까지 대돌파를 감행한다는 작전에 관여했으나, 이 작전은 실패했다. 이 작전에서 쓰지는 기원절, 천황 탄생일, 육군 기념일 등 기념일과 거점 점령 감행일이 겹치는 것을 무시하고 계획을 세워 작전 부대의 혼란을 초래하였다.
싱가포르를 점령한 일본군은 시내의 화교 20만 명을 일제 검문하고, 그 중 항일분자라고 판단된 자를 대량 처형했다. 이 싱가포르 화교 학살 사건에 대하여, 도쿄 재판에서는 6000 명의 화교가 살해되었다고 한다. 이 싱가포르 사건은 그 여부 논란이 격렬한 남경대학살과 달리 의심할 여지 없는 일본군의 만행으로 여겨졌다. 당시 경비본부에서 위탁 근무하고 있던 시노자키 마모루(篠崎護)는 이 명령은 쓰지가 입안한 것이라고 증언하였다. 그런데 이 학살 사건이 전범재판 때 문제시되었을 때 책임 소재가 불분명하여 재판 관계자들은 곤혹스러워 했다. 연합군에게 붙잡혀 그 죄를 물음당한 사람들은 이 학살은 쓰지가 기안한 군 명령에 따른 것이며, 싱가포르 함락 직후 쓰지가 들이닥쳐 처형을 독촉하기에 부득이하게 따른 것이라고 쓰지에게 책임의 방향을 돌렸지만 재판에서 그 주장은 받아들여지지 않았다. 쓰지 마사노부는 패전과 동시에 방콕에서 사라진 채 실종 상태였다(후술하겠지만, 이 당시 쓰지는 중국 국민당에 의해 숨겨져 있었다). 피고들과 그 가족들은 그 주장에 따른 증언을 해 주기만 하면 살아날 것으로 생각하고 쓰지가 모습을 드러내기만을 기다렸다. 그러나 쓰지는 끝내 나타나지 않았고 많은 군인들이 무죄를 입증하지 못한 채 책임자로서 사형 판결을 받았다. 쓰지가 모습을 드러낸 것은 숱한 일본군 장교, 하사관들의 목숨이 날아간 뒤였다.
이후 일본 국회에서는 직접 학살을 목격한 호리 마사오(堀昌雄) 등에 의해 싱가포르 화교 학살 사건이 몇 번이나 논의되었지만, 그것은 모두 국회의원 쓰지가 실종된 뒤였다.
말레이 전역이 종료된 뒤인 1942년 3월, 쓰지는 동경으로 소환되어 작전반장으로 영전했다.

### 필리핀 전역
필리핀 전역을 담당하던 혼마 마사하루 중장이 이끄는 제14군은 마닐라 점령 후 바탄반도에 틀어박혔다가 미군의 추격에 나섰다. 그러나 정글 환경이나 정보 부족 등으로 인해 공격이 일시적으로 좌절했고, 동경 대본영에서는 일부 참모를 좌천한 뒤 쓰지를 전투 지도 명목으로 파견했다. 4월 3일에 시작된 2차 총공격으로 미군 진지를 점령, 많은 병사가 투항하여 코레히도르 섬만 남겨두게 되었다.
이후 포로 이송 와중에 발생한 죽음의 바탄 행진을 둘러싸고, “미군 투항자를 일률적으로 사살” 한다는 대본영 명령이 병단 사령부에서 각 연대로 구두 전달되었다. 그런데 대본영은 이런 명령을 내린 바 없고, 혼마 중장도 전혀 관여하지 않았다. 당시 제141보병연대장 이마이 다케오(今井武夫)는 전후 수기에서 쓰지가 구두로 명령을 전달하여 포로들을 걸어서 이송시켰다고 한다. 가와구치 키요타케(川口清健) 소장은 재삼 구명을 청하였지만 쓰지는 막무가내로 철회하지 않았고 가와구치는 명령에 따랐다. 이 때문에 가와구치는 전후 몇 년간 문틴루파의 감옥에 갇혀 있어야 했다.

### 코코다 가도 전역
쓰지 마사노부는 코코다 가도 전역(일본칭은 포트 모르스비 전역)에서 전략 연구 명령을 받고 다바오로 향한다. 그가 대본영의 결정이 떨어지기 전에 독단적으로 공격 명령을 하여 전역이 시작되었다는 설도 있다. 이 전역의 무모함은 많은 사람들이 지적했지만, 결과적으로 아무런 성과도 내지 못한 채 일본군은 수많은 희생자를 내면서 전진했다.

### 과달카날 전역
과달카날 전역에서도 쓰지는 실정을 무시한 공격을 강행했다.
쓰지의 책임이라는 설에 따르면, 과달카날 섬에서의 작전 과정에서 쓰지는 현지 지휘관인 가와구치 기요타케 소장과 대립하고, 참모본부 작전참모의 지위를 이용하여 가와구치 소장을 파면시키려고 했다. 쓰지가 공격하려던 장소는 이미 가와구치가 한 번 총공격을 감행했던 곳으로, 다시 총공격을 해도 실패할 확률이 매우 높다고 여겨졌다. 게다가 총공격 일자를 해군의 사정(월령에 의해 야간에 함대가 섬 주역 해역에 돌입할 수 있는 시간)과 맞추려다 보니 공격 준비에 무리가 생겨, 열대우림 속을 지나는 험준한 도로로 대포 등속을 수송할 수 없이 소총에만 의지하여 공격해야 했다. 이런 조건으로는 작전의 실패도 당연한 것이지만, 전후 쓰지는 작전 실패 책임을 가와구치에게 떠넘겨, 자기가 쓴 《과달카날》(ガダルカナル)에서 ‘K 소장’(K少将)이라고 가와구치를 칭하면서 한결같이 자기 주장에 따라 묘사했다. 2차대전 종전 후, 인기 작가이자 국회의원이 된 쓰지의 날조 행위에 분노한 가와구치는 쓰지의 지역구인 이시카와 현에서 해명 강연회를 가졌지만, 이 강연회는 쓰지의 지지자들이 소리지르고 야유하여 실패했다.
미군이 점령한 핸더슨 비행장에 대한 총공격이 실패하자 병사들은 이미 ‘작전의 신’(作戦の神様)으로 유명인사였던 쓰지에게 보고하고 공격 방법의 개선책을 진언했다. 그들은 쓰지라면 곧 전 군에 정보를 전달하여 신속하에 대응책을 마련할 것이라고 기대했지만, 쓰지는 동기였던 지휘관 다수가 전사했다는 보고를 듣고는 멍한 채 신속한 대응을 취하지 못했다. 결국 과달카날 전역에서 쓰지는 말라리아에 걸려서 싸움 도중에 구축함을 통해 철수하고 말았다.

### 화중 전선, 버마 전선
과달카날 이후에는 중국 대륙, 버마 등지에서 전투가 산발하다가 다시 전황이 불리해지기 시작했다. 이 시기의 쓰지는 장개석 정권과 강화를 맺을 것을 도조에게 진언하고, 스스로 충칭으로 가서 강화교섭에 나서려 했지만 육군 수뇌부의 반대에 부딛혀 실패했다.
버마에서는 납맹 등월 전투에 참전했다.
이미 제15군이 괴멸하여 일본군은 열세에 빠져 있음에도 15배 규모의 영인군과 미국식 장비로 무장한 중국군에 대하여 지체 전투를 실시했다. 이에 따라 피해는 더욱 늘어났다. 이 작전 이후 인도 국민 의용군은 작전 지도에서 소멸. 버마 방면군 대부분은 태국의 샨 고원 부근에서 패주하다가 종전을 맞는다. 쓰지 자신은 작전 지휘 중 반격하는 버마군에게 습격을 받아 부상당하고 후송된다.

## 종전
쓰지는 방콕에서 종전을 맞았다. 곧 진주해 온 영국군은 쓰지를 철저 수색했다. 쓰지는 처음엔 자살을 각오했지만 곧 “아시아 속에서 민족의 재건을 위해서는 오히려 살아남아 아시아에 녹아들어야 한다”는 결심을 했다. 그리고 승려로 변장한 뒤 자살을 위장하고 중국으로 망명하는 데 성공한다. 윌리엄 스티븐슨 저 《혁명의 왕》(The Revolutionary King)에서는 당시 태국 국왕 라마 8세의 의문사 사건에 쓰지가 관여되었다고 주장하고 있다. 하지만 쓰지의 자서전 《잠행 3천 리》에 의하면 쓰지는 1945년에 태국을 탈출했으며, 라마 8세가 사망한 1946년에는 중국에 있었다고 하므로 아귀가 맞지 않는다. 결국 라마 8세의 죽음에 대한 진상은 밝혀지지 않았다.
중국에서는 연합국 소속이었던 국민당 정부에 의해 은닉되었을 뿐 아니라 국민당 정부 국방부 장관 근무자 신분이 주어졌다. 이것은 장개석의 특무기관인 군사위원회 조사통계국 보스 다이리(戴笠)를 과거에 도운 인연으로 국민당 정권이 쓰지에게 친근감을 가지고 있었기 때문이며, 장개석 본인도 자기 어머니가 병사했을 때 쓰지가 위령제를 행해 준 것으로 인해 대단한 호의를 가지고 있었다고 한다.
곧 시작된 국공 내전에서 국민당이 불리해지기 시작하자 중국에 눌러앉는 것에도 위기를 느끼고 1948년, 상해를 경유하여 일본에 귀국, 잠수한다. 전우회, 사찰, 우익단체에 숨거나 가명으로 광부 활동을 전전하다가 1950년에 전범 지정에서 벗어나자 다시 세상에 모습을 드러냈다. 도주 생활을 기록한 《잠행 3천 리》(潜行三千里)를 발표하여 그 해의 베스트셀러가 된다.

## 전후
구 군인 그룹과의 연줄로 반공 진영에 투신한 쓰지는 저서를 계속 출판하여 베스트셀러 작가로 인지도를 굳혔다. 구 군의 참모라는 요소가 플러스로 작용하여 추방령 해제 이후인 1952년에 구 이시카와 1구에서 중의원 의원으로 당선되었다. 자유당을 거쳐 자유민주당 하토야마 이치로 계파의 이시바시파에 소속되었다. 이시바시 내각 당시 외국을 돌아 이집트의 가말 압델 나세르, 유고의 요시프 브로즈 티토, 중국의 저우언라이, 인도의 자와할랄 네루와 회담을 가졌다. 중의원 의원 4선 중이었던 1959년, 기시 노부스케에게 공격받고 자민당에서 제명을 당했다. 이후 전국구 참의원으로 전환하여 3위로 당선하였다.

## 실종
1961년 4월, 쓰지는 동남아시아 시찰을 명목으로 참의원에 40일간의 휴가를 신청하고, 4월 4일에 공용 여권으로 일본을 출국했다. 쓰지는 북베트남에 들어가서 호치민을 만나고 싶어했다고 한다. 휴가가 1개월 정도로 예정되어 있었는데 5월 중순이 되어도 귀국하지 않자 가족의 의뢰에 따라 외무성은 현지 공관에 조사를 지령했다. 쓰지는 4월 21일에 라오스 진출을 지원한 구 일본군 병사와 현지군 장교의 목격담을 마지막으로 소식이 끊겼다. 그 뒤의 조사에 의해 쓰지가 불교 승려로 변장하고 홀몸으로 라오스 북부 단지평원으로 향한 것이 밝혀졌다.
매스컴에는 몇 가지 추측성 기사가 실렸다. 아래와 같은 여러 설이 존재하지만, 모두 확정적 증거는 없고 진위 불명이다.
- 호랑이나 독사에 물려서 죽었다.[14]
- 아시아 정치에 개입하는 것을 우려한 미국 중앙정보국에 의해 암살당했다.[15]
- 베트남에서 반공 의용군이 되어 싸웠다.[16]
- 쿠바에서 피델 카스트로 총리의 지원 공작을 하고 있다.[15]
- 이집트의 나세르 대통령의 군사고문이 되었다.

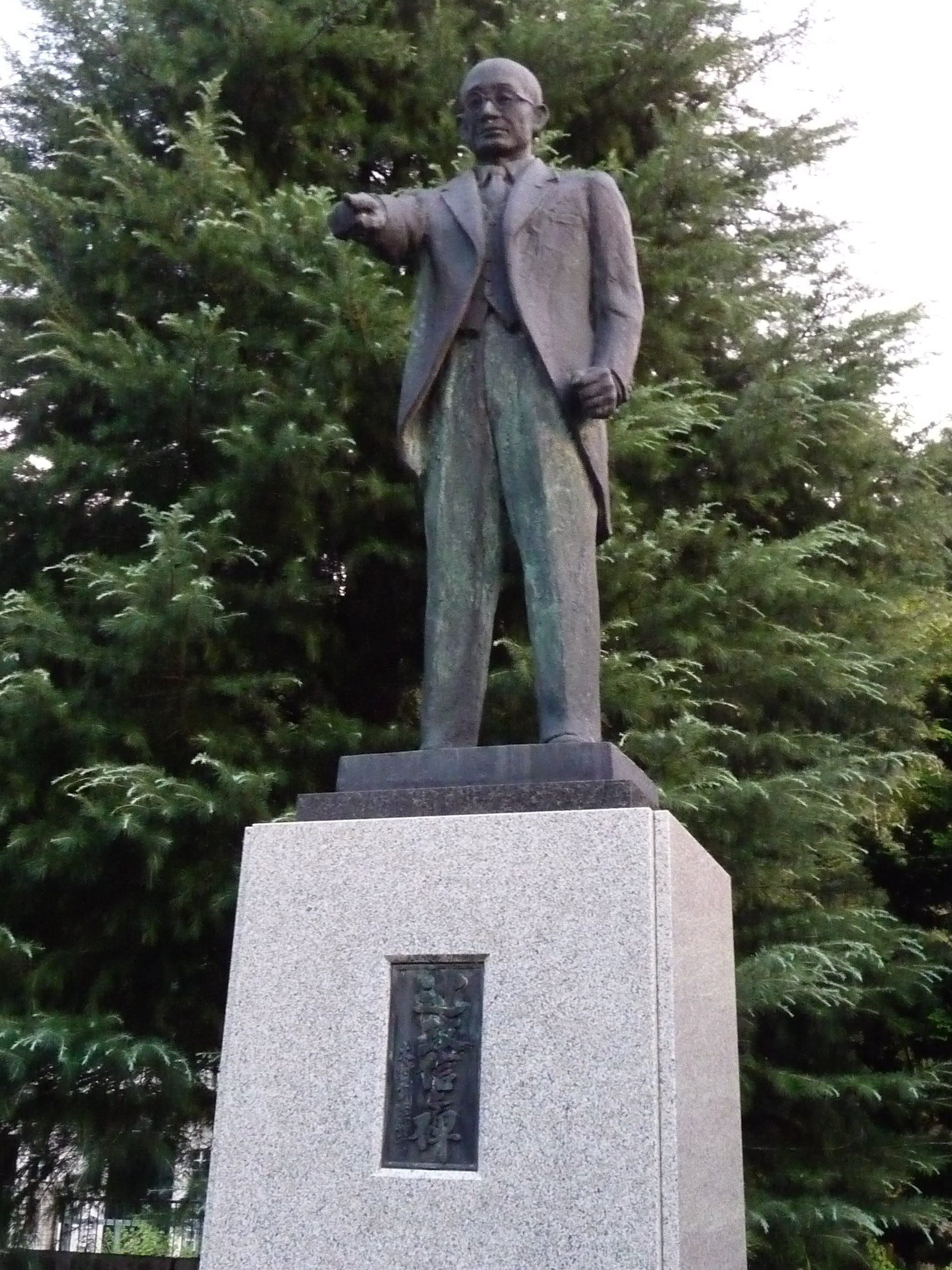
쓰지의 고향에 세워진 동상.

쓰지가 라오스에서 소식이 끊긴 지 9년 뒤인 1970년 4월 13일, 라오스 캉카이에서 포로생활을 하던 쓰지의 통역을 맡어 ‘탈출’에 협력하려고 했다는 중국인이 비엔티안에 있었다고 《아사히 신문》(朝日新聞)이 보도하였다. 그에 따르면 1961년 4월에 쓰지가 파테트라오에게 붙잡혀 “중국어라면 좀 안다”고 한 쓰지의 제안에 따라, 캉카이의 사령부에 있던 종군 카메라맨 양광우(楊光宇) 가 통역으로 동원되었다. 6월경, 양은 쓰지에게서 보수와 바꾸어 비엔티안까지 탈주하는 것을 도와주겠다는 취지의 말을 꺼냈지만, 곧이어 양은 군의 명령으로 북경에 사진 연수를 떠났다가 1962년 3월에야 라오스로 돌아왔다. 그러나 캉카오에는 쓰지의 모습이 보이지 않았다. 파테트라오 사령관과 병사에게 물어보자 “쓰지는 도망갔다”, “양이 북경으로 간 뒤 1개월쯤 지나 모습이 사라졌다”는 말을 들었다고 한다. 양은 “결국 1965년까지 저는 중립파군에 있었습니다. 쓰지씨의 행방은 모르겠습니다. 이건 제 의견입니다만, 변장했다는 점 때문에 간첩 혐의에 결정적이었던 것 같아요. 몰래 처형된 것 같습니다.”라고 말했다. 라오스에서 현지 조사를 실시한 미키 고헤이(三木公平)는 쓰지는 승복을 했던 점이나 군 경력 등으로 인해 스파이로 의심받아 프랑스군 장교의 관여로 처형당했다는 증언을 얻었다.。
1962년 5월 4일, 참의원 의결운영위원회에서 쓰지의 실종에 대하여 상세한 보고·논의가 이루어졌다. 쓰지의 참의원 의석은 1965년 6월, 임기 만료 때까지 유지되었다. 그동안 1962년 무소속 구락부가 참의원 동지회(녹풍회가 개칭)와 합당하여 제2원구락부가 되는 바람에 쓰지는 부재인 채로 2원구락부 소속이 되었다. 1964년에 구 동지회가 2원구락부를 이탈해 녹풍회로 회귀하자 쓰지는 아무 정당에도 소속되지 못하고 순수 무소속 신세가 되었다.
그 후 가족의 실종신고 청구에 의해 1969년 6월 28일, 동경가정재판소는 1968년 7월 20일을 쓰지의 사망일자로 선고했다. 1979년에는 고향에 그 덕을 표창하는 동상이 세워졌다.

## CIA 극비 문서
2005년에 공개된 미국 중앙정보국(CIA) 극비문서에는 《핫토리 타쿠시로 파일》(服部卓四郎ファイル)과 《쓰지 마사노부 파일》(辻政信ファイル)이 존재한다. 아리마 데쓰오(有馬哲夫)는 이러한 파일들을 통하여 저서 《대본영 참모는 전후 무엇과 싸웠는가?》를 저술했다.
그에 의하면 쓰지의 《잠행 3천 리》 내용은 “대체로 사실”(おおむね事実)이라고 한다. 쓰지의 대륙에서의 행동에 대한 중국 국민당의 보고가 CIA 문서로 남아 있어서 쓰지의 활동은 그 문서에서 확인할 수 있다.
쓰지는 귀국 직후(1948년 봄)는 사가 현의 탄광에서 광부를 하고, 전국의 일련종 사찰에 몸을 맡겼다. 1949년에는 와타나베 와타루(渡辺渡)나 고다마 요시오의 거처에 기거하고 있었다. 그 뒤인 1950년 6월에 대만을 통해 인도차이나에 대한 공작을 벌였다. 공작을 한 번 거절한 뒤 쓰지는 《잠행 3천 리》를 팔아서 부자가 된다. 미국의 속박에서 벗어난 쓰지는 《제3차 세계 대전 미국 필부론》(第三次世界大戦アメリカ必負論)과 그것에 기초한 일본 주재 미군 전면 철수론을 주장하기 시작한다. 미국은 공직 추방령을 통하여 쓰지를 잡으려 했지만, 점령기가 끝날 즈음이라 그래서인지 적극적인 태도를 취하지 않았다.
그 뒤, 정치가가 된 쓰지는 1955년에 소련으로 시찰여행을 떠난다. 이때 쓰지는 소련의 다양한 사람들과 대화하여 소련의 실상을 간파했다. 또한 할힌골 전투 당시 대결했던 게오르기 주코프와 극비 회담을 가져 “미국이 일본에 오가사와라 섬을 반환하면 소련은 쿠릴과 사할린을 반환할 것” 따위 내용을 논의했다. 쓰지는 차기 소련 대권을 놓고 주코프와 니키타 흐루쇼프가 싸울 것이라고 예상했고, 실제로 그렇게 되어 흐루쇼프가 정권을 잡았다.
《핫토리 타쿠시로 파일》에는 요시다 정권에 대한 쿠데타 얘기가 실려 있다. 쿠데타 지도자는 핫토리 다쿠시로이고 주요 멤버는 고다마 요시오, 아마노 다쓰오(天野辰夫), 혼마 겐이치로(本間憲一郎), 이모토 구마오(井本熊男) 등이었다. 쓰지는 타도해야 할 적은 사회당이라고 이 그룹을 설득했다. 그룹은 쿠데타 대신 소규모의 암살도 계획했고 그 대상은 히로카와 고젠(広川弘禅) 등이었다는 것이다. 다만 이 쿠데타 설은 CIA 파일에 의하면 “신뢰성을 판단할 수 없는 정보원으로부터의, 신빙성을 판단할 수 없는 정보”라고 평가받고 있다. 아리마 데쓰오는 이 정보가 중국에서 입수된 것이라는 사실도 감안하여, 중국과 연이 닿아 있던 쓰지의 블러프의 일종이 아닌가 생각하고 있다.

## 저서
- 《15대 1》(十五対一), 감등사(酣灯社), 1950년
- 《1960년》(1960年), 동도서방(東都書房), 1956년
- 《단칼의 직언》(ズバリ直言), 동도서방, 1959년
- 《세계의 화약고를 들여다보다》(世界の火薬庫をのぞく), 동도서방, 1957년
- 《아시아의 공감》(亜細亜の共感), 아동서방(亜東書房), 1950년
- 《자위중립》(自衛中立), 아동서방, 1952년
- 《과달카날》(ガダルカナル), 양덕사(養徳社), 1950년
- 《이 일본을》(この日本を), 협동출판(協同出版), 1953년
- 《이래도 되는가》(これでよいのか), 유기서방(有紀書房), 1959년
- 《싱가포르》(シンガポール), 동서남북사(東西南北社), 1952년
- 《잠행 3천 리》(潜行三千里), 매일신문사(毎日新聞社), 1950년(2008년 재간)
- 《노몬한 비사》(ノモンハン秘史): 가족에게 보냈던 수기를 공개, 매일원즈, 2009년

## 같이 보기
- 무타구치 렌야
- 도미나가 교지
- 일본의 전쟁범죄
- 관동군
- 호리우치 미쓰오 - 의자

## 주해
1. ↑  하지만 이러한 실명 가리기는 1953년에 초판 발행된 오이 아쓰시(大井篤) 저 《해상 호위전》(海上護衛戦) 등의 전쟁 기록에서는 스탠스 불문 사용되는 것이며, 그 자체로서는 특별한 행위가 아니다. 어느 책의 저자가 그 저서에서 사실을 왜곡할 정도의 자의성을 발휘했는지의 평가는 사료 비판, 교차 검증의 축적에 따라 결정된다.
2. ↑  홍콩계 캐나다 천문학자 양광우와는 동명이인이다.
3. ↑  アメリカが日本に小笠原列島と沖縄を返還したら、ソ連は千島と樺太を返すだろう
4. ↑  信頼性を判断できない情報源からもたらされた信憑性を判断できない情報

## 참고 자료
- 미키 고헤이(三木公平), 《참모 쓰지 마사노부, 라오스의 안개 속에 사라지다》(参謀辻政信　ラオスの霧に消ゆ), 파서방(波書房), 1985년 9월. ISBN 4-8164-1193-3
- 다타미야 에이타로(田々宮英太郎), 《참모 쓰지 마사노부 전기》(参謀辻政信・伝奇) 부용서방출판(芙蓉書房出版), 1986년 ASIN 4829500662
- 오이데 히사시(生出寿), 《악마적 작전참모 쓰지 마사노부, 희대의 풍운아의 죄와 벌》(悪魔的作戦参謀辻政信 稀代の風雲児の罪と罰) 광인사문고(光人社文庫) 1993년　ISBN 4-7698-2029-1
- 다카야마 시노부(高山信武), 《두 사람의 참모―핫토리 타쿠시로와 쓰지 마사노부》(二人の参謀—服部卓四郎と辻政信) 부용서방출판, 1999년 ASIN 4829502347
- 다타미야 에이타로, 《권모에 씌인 참모 쓰지 마사노부―태평양 전쟁의 무대 뒤》(権謀に憑かれた参謀辻政信 - 太平洋戦争の舞台裏) 부용서방출판, 1999년 ISBN 978-4-8295-0232-7
- 쓰모토 요(津本陽), 《8월의 포성, 노몬한과 쓰지 마사노부》(八月の砲声　ノモンハンと辻政信) 강담사(講談社) ISBN 4-06-212929-9
- 하시모토 테쓰오(橋本哲男), 《쓰지 마사노부와 7인의 승려―대단한 참모와 부하들의 잠행 3천 리》(辻政信と七人の僧 - 奇才参謀と部下たちの潜行三千里) 광인사NF문고(光人社NF文庫) ISBN 4-7698-2065-8
- 오이데 히사시(生出寿), 《‘정치가’ 쓰지 마사노부의 최후―실종 ‘전직 대본영 참모’ 파란의 생애》(「政治家」辻政信の最後 - 失踪「元大本営参謀」波瀾の生涯) 광인사(光人社) ISBN 4-7698-0498-9
- 가와타 히로시(河田宏), 《만주건국대학 이야기―시대를 이어 받겠다고 한 젊은이들》(満州建国大学物語 - 時代を引き受けようとした若者たち) 원서방(原書房) ISBN 978-4-562-03526-7
- 이마이 사다오(今井貞夫) 감수, 타카하시 히사시(高橋久志), 《환상의 일중화평공작, 군인 이마이 사다오의 생애》(幻の日中和平工作　軍人今井武夫の生涯) 중앙공론사업출판(中央公論事業出版) ISBN 978-4-89514-294-6
- 아리마 데쓰오(有馬哲夫), 《대본영 참모는 전후 무엇과 싸웠는가?》(大本営参謀は戦後何と戦ったのか) 신조신서(新潮新書)　ISBN 978-4-10-610400-8